# Onvoltooide symfonie (Tsjaikovski)
De Onvoltooide symfonie van Pjotr Iljitsj Tsjaikovski, ook bekend als diens Symfonie nr. 7, is een compositie die hij niet heeft willen voltooien, omdat hij er ontevreden over was.

## Geschiedenis
Tsjaikovski werkte in 1892 aan een symfonie in de toonsoort Es-majeur. Hij gaf dit werk de titel Zhizn (Leven) mee. Het eerste deel van deze onvoltooide symfonie is door hem zelf georkestreerd, van de overige delen bestaan slechts schetsen.
De drie delen zijn: I Allegro Brillante, II Andante, III Finale. Tsjaikovski stopte in november 1892 met werken aan deze symfonie. Hij werkte in 1893 het eerste deel om tot het eendelige 3e pianoconcert opus 75. De Russische componist Sergej Tanejev bewerkte na Tsjaikovski's dood de schetsen van het Andante en de Finale tot het 2e en 3e deel van datzelfde pianoconcert en publiceerde dit onder het opusnummer 79.

## Voltooiingsversie
Uiteindelijk construeerde de Russische componist Sergej Bogatyrjev in 1951-56 de hele denkbeeldige symfonie. Hij gebruikte als bron, naast Tsjaikovski's oorspronkelijke schetsen, ook de transcripties van Tanejev. Voorafgaand aan de finale voegde Bogatyrjev een scherzo in met de tempo-aanduiding Vivace assai. Daartoe instrumenteerde hij een van de 18 morceaux voor pianosolo, de Scherzo-Fantasie opus 72 nr. 10 uit 1893, voor symfonieorkest. Dit stuk staat in de bij de symfonie passende toonsoort es-mineur, maar uit brieven blijkt dat Tsjaikovski de symfonie als driedelig had willen opzetten.
De wereldpremière van dit werkstuk van Bogatyrjev vond plaats op 7 februari 1957 in Moskou onder leiding van Mikhaïl Terian. Een opname op lp door het Philadelphia Orchestra o.l.v. Eugene Ormandy op het CBS-label werd in 1962 uitgebracht. Daarna zijn diverse cd-opnamen verschenen, van onder meer de dirigenten Leo Ginzburg, Neeme Järvi, Dmitri Vasiliev, Dmitri Kitajenko en Dmitri Liss.
Bij deze onderneming worden in de muziekwereld vraagtekens gezet. Het gaat om een werk dat de componist had kunnen voltooien als hij dat gewild had, maar hij wilde dat niet omdat hij er ontevreden over was. Hij zelf vond zijn materiaal niet geschikt voor een symfonie. Ook het feit dat Bogatyrjev een scherzo toevoegde was in strijd met Tsjaikovski's plan. De versie van Bogatyrjev, een andere componist in een andere tijd, kan volgens velen geen recht doen aan Tsjaikovski's veronderstelde intenties en kan niet als een symfonie van Tsjaikovski worden beschouwd, ook al is elke noot door Tsjaikovski geschreven.